# Canton de Saint-Brieuc-Ouest
Le canton de Saint-Brieuc-Ouest est une ancienne division administrative française, située dans le département des Côtes-d'Armor et la région Bretagne.
Il était composé d'une petite partie du centre-ville, ainsi que des quartiers de Saint-Jouan, les Villages, la Ville Hellio, la Ville Jouha et Robien.

## Démographie
| 1982 | 1990   | 1999   | 2006   | 2011   | 2012   |
| ---- | ------ | ------ | ------ | ------ | ------ |
| -    | 15 579 | 15 914 | 16 509 | 16 996 | 16 880 |

## Histoire
Canton créé en 1982.

## Représentation
| Période   | Identité       | Parti | Qualité |
| --------- | -------------- | ----- | --- |
| 1982-1985 | Yves Dollo     | PS    | Enseignant Député de 1981 à 1993 Maire-adjoint de Saint-Brieuc Conseiller régional                                                |
| 1985-1998 | Bruno Joncour  | UDF   | Secrétaire administratif des affaires sanitaires et sociales Maire de Saint-Brieuc (2001-2017) Conseiller régional de 1986 à 2010 |
| 1998-2015 | Michel Brémont | PS    | Médecin Conseiller municipal de Saint-Brieuc                                                                                      |